# Karavas
Karavas (en griego: Καραβάς; en turco: Alsancak) es una ciudad en el Distrito de Kyrenia, en la República de Chipre. De facto, pertenece al territorio controlado por la República Turca del Norte de Chipre. En 2011 la ciudad tenía una población de 6.597 habitantes.
"Pente Mili" es una de las playas más bonitas de Karavas.

## Etimología
El nombre Karavas viene del griego Karavi (καράβι), que significa "barco". Según otros estudiosos, era porque un capitán de barco llamado "Kara-Abbas" vivió allí y la ciudad tomó su nombre.

## Historia

### Época antigua
Según los clásicos justo después de la guerra de Troya, Praxandros y los lacedemonios del Peloponeso construyeron la antigua Lapithos en esta zona, que más tarde se convertiría en un floreciente reino durante la época romana y bizantina. Este reino era tan brillante y tenía tanta riqueza y belleza que los bizantinos lo llamaron "Lambousa". De hecho, tenía tanto oro y riquezas que por eso se convirtió en la primera capital de la región y en la sede de un obispado.
Durante el siglo VII, este brillante reino llegó a su final, perdiendo toda su gloria y riqueza centenaria. Por un lado los invasores árabes destruyeron y saquearon el lugar y su gente, y por otro lado un gran terremoto no dejó nada en pie, pero esto obligó a los habitantes a desplazarse desde la costa hasta los planos superiores de la montaña, fundando las ciudades gemelas de Karavas y Lapithos/Lapta y los pequeños pueblos de Motides/İncesu , Ftericha/Ilgaz , Palaiosofos/Malatya y Elia/Yeşiltepe. Hoy en día, la historia del lugar está demostrada por las antiguas ruinas de Lambousa, conocida como "Katalymata", que se encuentran cerca del puerto de Karavas.

### Época contemporánea

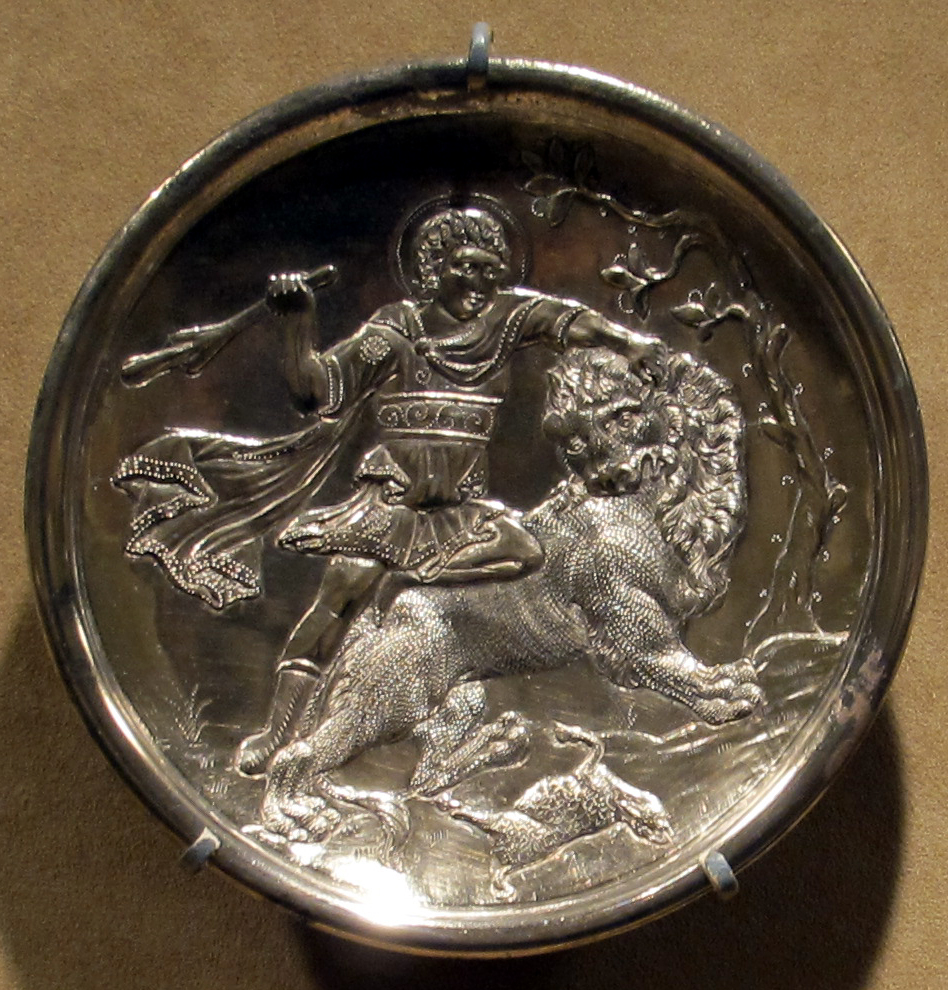
Plato con representación del rey David del tesoro encontrado en Karavas

Karavas fue tomada por el ejército turco durante la invasión turca después del 20 de julio de 1974. Antes de ese año, Karavas tenía una población 100% grecochipriota de aproximadamente 3.000 habitantes.
Todos los habitantes grecochipriotas fueron expulsados de la ciudad por fuerzas militares turcas y se convirtieron en refugiados en su propio país hasta que fueron reubicados en ciudades del sur de la isla.
El "Tesoro de Chipre", una impresionante colección de vasijas, platos, cucharas y joyas de plata, se encontró aquí en 1902 y 1917. Se puede visitar en el Museo Británico de Londres, el Museo Metropolitano de Arte de la ciudad de Nueva York y el Museo de Chipre en Nicosia.

## Economía
Los habitantes de Karavas, debido a la excelente posición geográfica del pueblo en todos los aspectos, fueron capaces de desarrollar diversas ocupaciones. Algunos habitantes se dedicaron a la pesca alrededor del pintoresco puerto pesquero de la localidad, otros fueron agricultores, comerciantes o albañiles. Pero la mayoría de los habitantes se dedicaron al cultivo de limoneros.
Por un lado la tierra fértil y por el otro las inagotables aguas claras de los arroyos de Karavas, dieron la oportunidad a los habitantes para convertir las tierras de cultivo en una inmensa arboleda de limoneros. Los limones llegaron a todos los rincones de la isla y otros miles fueron exportados a países europeos.

## Habitantes ilustres
Karavas es el pueblo de los antepasados del cantante de pop británico George Michael (Georgios Kyriacos Panaiotou).

## Ciudades hermanadas
Karavas/Alsancak está hermanada con:
- Bornova, Izmir Turquía (desde 2011)